# Edu Pinheiro
Eduardo Almeida Pinheiro (sinh ngày 8 tháng 11 năm 1997) simply Edu Pinheiro, là một cầu thủ bóng đá người Bồ Đào Nha thi đấu cho Sporting B ở vị trí tiền vệ.

## Sự nghiệp bóng đá
Ngày 3 tháng 4 năm 2016, Pinheiro có màn ra mắt cho Paços Ferreira trong trận đấu tại Giải bóng đá vô địch quốc gia Bồ Đào Nha 2015–16 trước Estoril Praia.